# Фёдоров, Николай Васильевич (политик)
Никола́й Васи́льевич Фёдоров (чув. Микулай Ваҫлин ывӑлӗ Фёдоров; род. 9 мая 1958, Чёдино, Мариинско-Посадский район, Чувашская АССР, РСФСР, СССР) — советский и российский государственный и политический деятель. Член Совета Федерации (2010—2012, с 2015); входит в Комитет Совета Федерации по конституционному законодательству и государственному строительству. Член Высшего совета партии «Единая Россия». Доктор экономических и кандидат юридических наук (недоступная ссылка).
Министр юстиции РСФСР/Российской Федерации (1990—1993), Президент Чувашской Республики (1993—2010), Министр сельского хозяйства Российской Федерации (2012—2015), Советник президента Российской Федерации (2015); первый заместитель председателя Совета Федерации Федерального Собрания Российской Федерации (2015—2020).
Из-за поддержки нарушения территориальной целостности Украины во время российско-украинской войны находится под персональными международными санкциями  Евросоюза, США, Великобритании и ряда других стран.

## Биография

### Происхождение
Николай Фёдоров родился в 1958 году в деревне Чёдино Мариинско-Посадского района Чувашской АССР в многодетной семье ветерана Великой Отечественной войны. Отец — Василий Фёдорович Фёдоров; мать — Анфиса Никитична Фёдорова. По национальности — чуваш. Брат — Фёдоров Никита Васильевич (род. 1969); сестры — Зинаида Васильевна Фёдорова (Васильева), Елизавета Васильевна Фёдорова (Васильева); Валентина Васильевна Фёдорова (род. 1950).
Вместе с родителями жил в селе Миснеры Чебоксарского района Чувашской АССР. В 1975 году окончил Толиковскую среднюю школу Чебоксарского района с золотой медалью.
В 1980 году, после окончания юридического факультета Казанского государственного университета по направлению приехал в Чебоксары и преподавал в 1980—1982 и 1985—1989 годах дисциплины «Советское право» и «Научный коммунизм» в Чувашском государственном университете им. И. Н. Ульянова. В комитете комсомола вуза возглавил правовой сектор.
В 1985 году окончил аспирантуру Института государства и права Академии наук СССР и вновь вернулся к преподавательской деятельности.

### Политическая карьера в СССР
В 1989 году на собрании преподавателей кафедр общественных дисциплин ЧГУ им. И. Н. Ульянова преподаватель политэкономии Анатолий Аксаков предложил Н. В. Федорова в качестве кандидата в народные депутаты СССР.
В 1989 году избран народным депутатом СССР. Был одним из руководителей комитета по законодательству Верховного Совета СССР.
В 1990—1992 — министр юстиции РСФСР. 10 декабря 1991 министр юстиции РСФСР Н. В. Фёдоров предъявил тяжело больному раком 79-летнему бывшему лидеру ГДР Эриху Хонеккеру, находившемуся в чилийском посольстве в Москве, требование покинуть территорию СССР (спустя полгода, в июле 1992, Хонеккера экстрадировали из Москвы в Берлин, где он был немедленно арестован и несколько месяцев провёл в заключении).

### 1992—1994
С 1992 — министр юстиции Российской Федерации, назначался на эту должность в четырёх составах Правительства Российской Федерации
В 1992 году Указом Президента России присвоен высший чин Государственного советника юстиции Российской Федерации.
В начале 1993 года первым среди министров правительства В.Черномырдина выступил с публичными предостережениями о злоупотреблениях и коррумпированности во власти, предсказал сценарий октябрьских (1993 года) событий за несколько месяцев до его реального осуществления.
В марте 1993 Фёдоров подал в отставку в знак протеста против антиконституционного введения Б. Н. Ельциным особого порядка управления страной. Критически оценил силовые действия федеральных властей по разгону Съезда народных депутатов и Верховного Совета России 3—4 октября 1993, свою позицию изложил в ряде интервью средствам массовой информации. С этого времени приобрёл прочную репутацию политика самостоятельного, неангажированного, независимо мыслящего, часто фрондирующего с властью.
Непродолжительное время возглавлял московскую коллегию адвокатов, был обозревателем «Общей газеты».
Был членом Совета Безопасности Российской Федерации, руководил правительственной комиссией по разрешению межнациональных конфликтов и межведомственной комиссией Совета Безопасности по республикам Северного Кавказа.
На выборах 12 декабря 1993 года баллотировался одновременно на выборах Государственной думы первого созыва и на первых выборах президента Чувашской Республики. Был избран депутатом Госдумы по списку Демократической партии России, вошел в состав Комитета по обороне. На выборах президента Чувашской Республики ни один из кандидатов не набрал необходимых 25 % голосов избирателей, а во второй тур вышли Фёдоров, набравший в первому туре 24,9 % голосов и ректор Чувашского университета Лев Кураков, набравший 21,9 %. Во втором туре, состоявшимся 26 декабря 1993 года, Фёдоров набрал большинство голосов. 21 января 1994 года Николай Фёдоров вступил в должность президента Чувашской Республики, а в феврале сложил полномочия депутата Госдумы.

### Президент Чувашии
С января 1994 года — Президент Чувашской Республики. После вступления в должность Фёдоров произвёл реорганизацию государственной власти Чувашии, в результате чего в республике возникло: 16 министерств, 10 госкомитетов, 6 служб федерального подчинения, администрация президента; служба охраны президента насчитывала 41 сотрудника. По этим показателям республика оставила далеко позади соседнюю Нижегородскую область, вчетверо превышающую Чувашию по площади. В начале 1995 года заявил, что Россия тогда сделает шаг к историческому прогрессу, когда государство возглавят юристы.
В 1997 году избран на эту должность во второй раз, в 2001 году — в третий, в 2005 — назначен на четвёртый срок. В период работы Фёдорова на посту президента Чувашии в республике проведена полная газификация села, бурно развивалось жилищное строительство в городах, прежде всего в Чебоксарах, из-за чего в республике резко выросла урбанизация. Была проведена крупномасштабная реконструкция исторического центра столицы Чувашии, включая создание нового ландшафта и залива-гавани на Волге; Чебоксары были признаны самым благоустроенным городом России (2001).

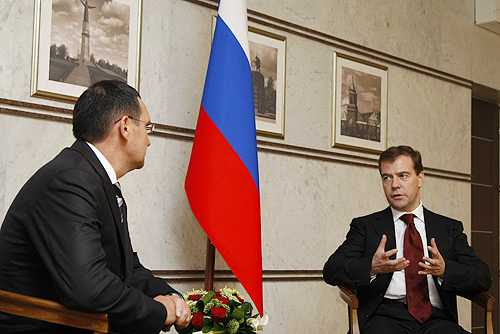
Николай Фёдоров и Дмитрий Медведев,
2008 год

В 1995—2001 годах являлся членом Совета Федерации, заместителем председателя Комитета Совета Федерации по конституционному законодательству и судебно-правовым вопросам, заместителем председателя Комитета Совета Федерации по международным делам; членом комиссии по юридическим вопросам и правам человека и специальной комиссии по Чечне Парламентской Ассамблеи Совета Европы.
20 декабря 2000 года был единственным сенатором, выступившим и проголосовавшим против нового закона о Государственном гимне России. (Этим законом утверждалась мелодия Александрова; текст Михалкова был принят особой поправкой в 2001 году, против него выступил и проголосовал также лишь один сенатор — Олег Чиркунов).
В ноябре 2000 направил в Конституционный Суд РФ запрос, в котором оспаривалось зафиксированное в законе право Президента РФ отрешать от должности глав регионов и местного самоуправления, а также его право вместе с Государственной Думой РФ распускать региональные законодательные собрания.
С 27 сентября 2002 по 24 мая 2003 — член президиума Государственного совета Российской Федерации.
8 сентября 2010 года на сессии Госсовета Чувашской Республики утверждён в качестве члена Совета Федерации Федерального Собрания РФ — представителя от исполнительного органа государственной власти Чувашской Республики. Член Комитета Совета Федерации по международным делам.
Указом Президента РФ от 22 сентября 2010 года включён в состав Комиссии при Президенте РФ по модернизации и технологическому развитию экономики России. С января 2011 года — представитель РФ в Парламентской Ассамблее Совета Европы (Страсбург).

### С 2011 года

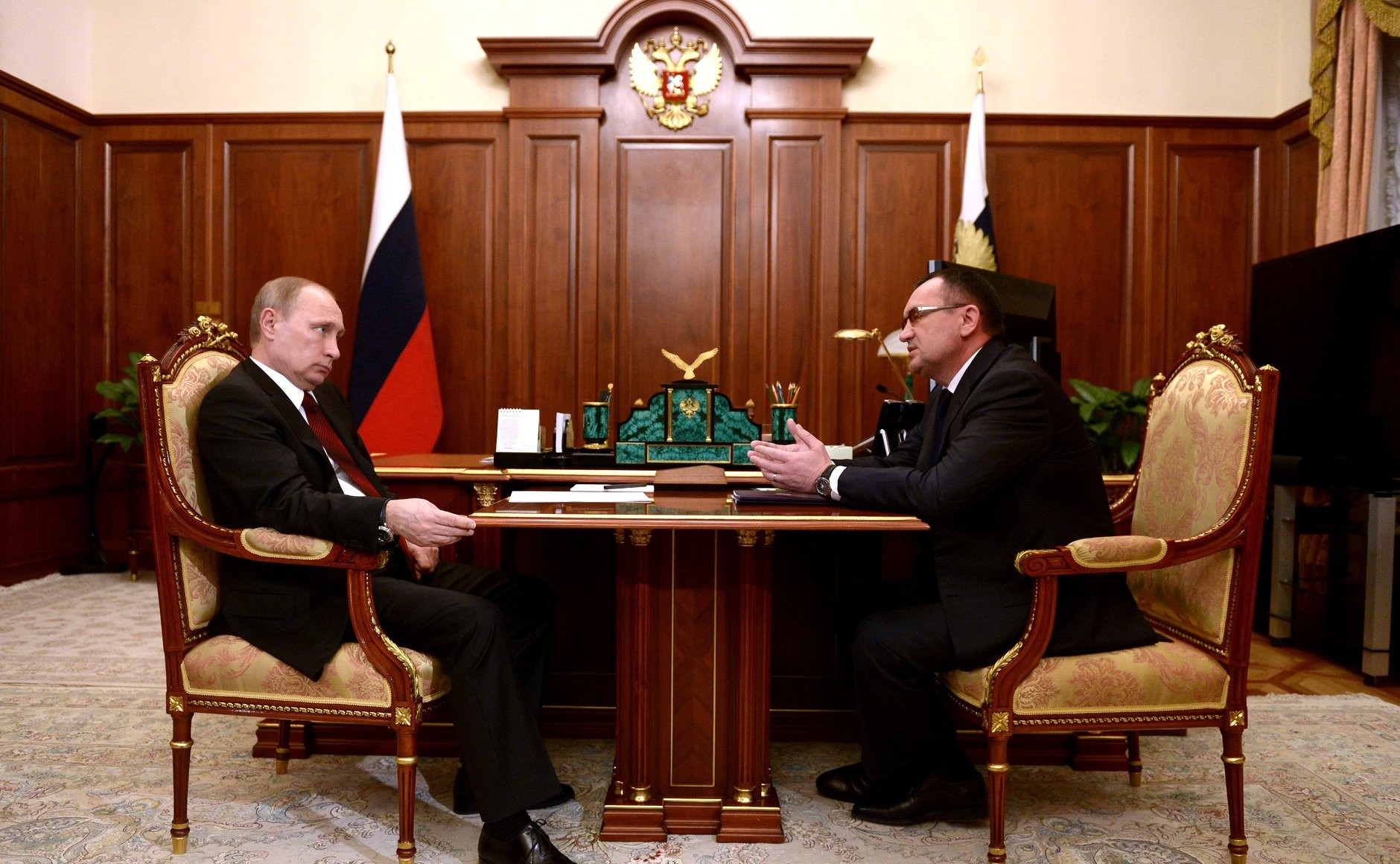
Рабочая встреча
с президентом Владимиром Путиным, 2015 год

В мае 2011 года принял предложение Председателя Правительства России Владимира Путина стать председателем Совета директоров Фонда «Институт социально-экономических и политических исследований».
С 30 ноября 2011 года — председатель Комитета Совета Федерации по конституционному законодательству, правовым и судебным вопросам, развитию гражданского общества.
21 мая 2012 года был назначен министром сельского хозяйства РФ.
Через два дня после назначения, 23 мая 2012 года, получило резонанс в СМИ письмо Фёдорова новому главе Чувашии Михаилу Игнатьеву. В письме был дан развёрнутый анализ социально-экономической ситуации в Чувашии и раскритикована деятельность руководства республики, в частности, оно обвинялось в потерях бюджета Чувашии на сумму 9 миллиардов рублей. По мнению бывшего главы парламента Чувашии, депутата Госдумы РФ Валентина Шурчанова, многое в перспективах республики будет зависеть и от самого Фёдорова, поскольку 40 % экономики Чувашии составляет сельское хозяйство.
17 апреля 2015 года стало известно о предстоящей отставке Фёдорова с поста министра сельского хозяйства в связи с претензиями руководства страны к состоянию дел в отрасли. 22 апреля 2015 года Федоров был освобождён от занимаемой должности и назначен советником Президента РФ.
C апреля по сентябрь 2015 года был советником президента России В. Путина. Освобождён в связи с переходом в Совет Федерации РФ в качестве представителя Республики Чувашия.
Представляет в Совете Федерации РФ исполнительный орган государственной власти Республики Чувашия. С 30 сентября 2015 года  по 23 сентября 2020  являлся первым заместителем председателя Совета федерации Федерального Собрания Российской Федерации. После этого продолжил деятельность в Совфеде в качестве сенатора от исполнительной власти Чувашии. Член комитета Совета Федерации по конституционному законодательству и государственному строительству.
Возглавил попечительский совет созданного в 2019 году Фонда сохранения и изучения родных языков народов Российской Федерации.

## Семья
Жена — Фёдорова Светлана Юрьевна, родом из Костромы. Познакомились в новогоднюю ночь 1979 года, поженились 4 года спустя.
- Сын — Василий (р. 1984), работал юристом группы компаний «АБС Электро», российские предприятия которой находятся в Москве и Чебоксарах.
- Дочь — Карина (р. 1990), занимается танцами, спортом[23][24]. Имеет квартиру в Болгарии.

Дед попал в первую волну раскулачивания, а отец четырех лет от роду с братом очутились в детском доме. Дядя во время войны пропал без вести, а отец был тяжело ранен в Кенигсберге. Вернулся в Чувашию. Познакомился с мамой.

## Критика и отзывы
В январе 2014 года внимание СМИ привлекла скандальная история прибытия Фёдорова в Берлин на выставку сельского хозяйства «Зелёная неделя» на частном самолёте Cessna бизнес-класса, не имеющем отношения к российским ведомствам и зарегистрированном в Сербии. После обнародования этих данных на официальном сайте Минсельхоза РФ была сначала отретуширована, а затем вовсе удалена с сайта фотография Фёдорова, выходящего из салона частного иностранного лайнера, пользование которым для федерального министра при исполнении служебных обязанностей не предусмотрено госпротоколом.
Заместитель председателя комитета по аграрной политике Торгово-промышленной палаты РФ, директор совхоза им. В. И. Ленина Московской области Павел Грудинин в марте 2015 года критиковал министерство за обложение транспортным налогом топлива для сельскохозяйственной техники, работающей на полях, в частности, солярки, несмотря на то, что данный транспорт не предназначен для следования по автомагистралям. Это снижает рентабельность сельскохозяйственного производства в России.
Средняя заработная плата в сельском хозяйстве России при министре Фёдорове, по данным Росстата РФ на март 2015 года, составила 15 тысяч рублей.

## Увлечения и культурная деятельность
Член Ротари-клуба «Москва».
Принимал участие в создании Международного Русского клуба (МРК) Исповедует православное христианство.
Фёдоров владеет немецким языком, читал лекции по правоведению в Германии. В студенческие годы начал заниматься карате у тренера Н. Лукианова, был тренером по восточным единоборствам. Увлекается плаванием, горными и водными лыжами, шахматами. Популярность в интернет-среде Фёдорову принесло видео, в котором он энергично и с юношеским задором танцует.
Николай Фёдоров — специалист в области конституционного права и регионологии. Автор более ста статей и ряда книг по вопросам демократического и федеративного устройства государства, свободы печати, независимой судебной власти, экономической политики. Ещё в 1995 году Фёдоров объявил, что после завершения политической карьеры намерен занять пост ректора Чувашского государственного университета имени И. Н. Ульянова. В этом университете, пояснил Фёдоров, он много работал, ему там нравилось, многие его лекции заканчивались бурными аплодисментами.
2 ноября 2001 года Музей космонавтики А. Г. Николаева в Шоршелах разместился в новом, специально выстроенном для него по инициативе Фёдорова многозальном комплексе.
Автор книг «В ответе навсегда» (2012), «Сквозь призму Вечности. Опыт философской прозы» (2018), «Вспоминая время надежд...» (2022), «Во дни сомнений» (2023), «Капуста слаще власти» (2025). 

## Санкции
9 марта 2022 года, на фоне вторжения России на Украину, внесён в санкционный список всех стран Европейского союза так как он голосовал за ратификацию договоров о дружбе с самопровозглашёнными ЛНР и ДНР.
7 сентября 2022 года внесён в санкционный список Украины за «поддержку незаконным попыткам России аннексировать суверенную украинскую территорию путем проведения фиктивных референдумов».
30 сентября 2022 года внесён санкционный список Соединенных Штатов Америки «за аннексию Путиным регионов Украины» и одобрения закона о фейках. Государственный департамент отмечает что сенаторы  «проголосовали за одобрение просьбы Путина о вводе войск в Украину, что послужило неоправданным предлогом для полномасштабного вторжения России в Украину».
24 марта 2022 года внесён в санкционный список Канады «соратников режима» за «содействие в нарушения суверенитета и территориальной целостности Украины»
По аналогичным основаниям находится под санкциями Великобритании, Швейцарии, Австралии и Новой Зеландии.

## Награды

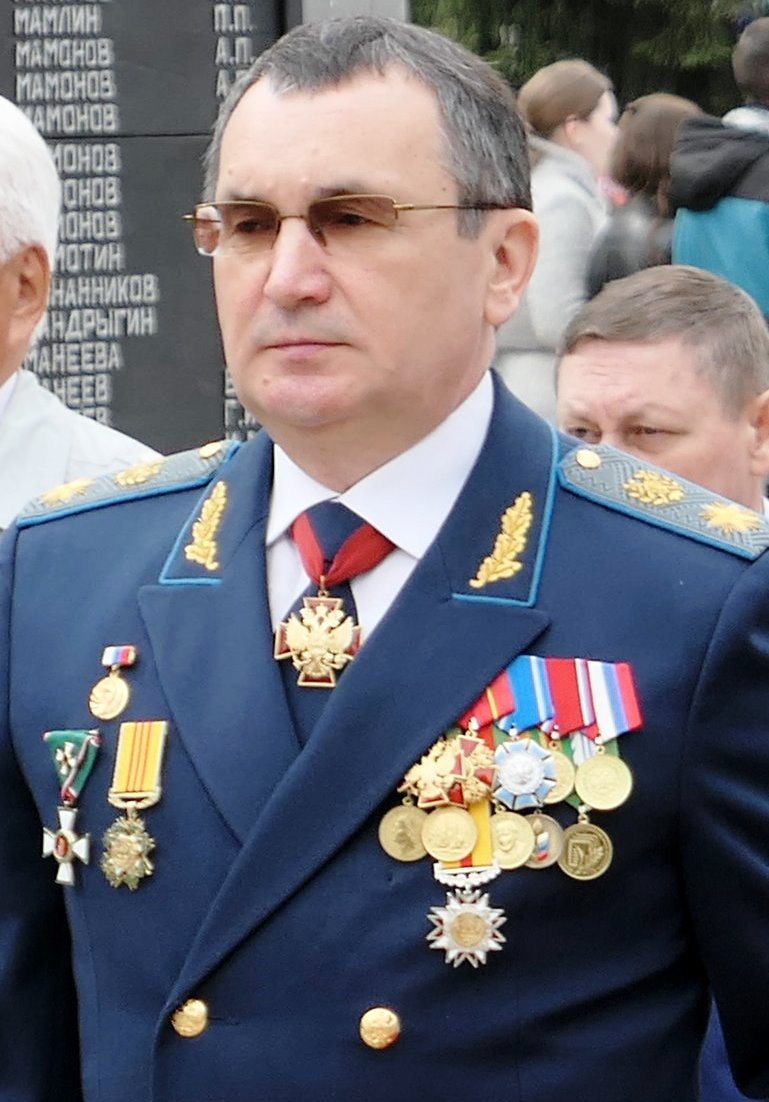
Н. В. Фёдоров с наградами

### Государственные награды России
- Орден «За заслуги перед Отечеством» III степени (5 августа 2003) — за большой вклад в укрепление российской государственности и многолетнюю добросовестную работу[43]
- Орден «За заслуги перед Отечеством» IV степени (9 мая 1998) — за заслуги перед государством и большой вклад в социально-экономическое развитие Чувашской Республики[44]
- Орден Александра Невского (27 июня 2017) — за большой вклад в развитие российского парламентаризма и активную законотворческую деятельность[45]
- Орден Почёта (11 сентября 2008) — за большой вклад в социально-экономическое развитие республики и многолетнюю плодотворную работу[46]
- Государственная премия Российской Федерации 1999 года в области науки и техники — за возрождение исторической части столицы Чувашии — города Чебоксары[47]

### Юбилейные и ведомственные награды
- Медаль «В память 850-летия Москвы» (1997)
- Медаль «В память 300-летия Санкт-Петербурга» (2003)
- Медаль «В память 1000-летия Казани» (2005)
- Медаль «За заслуги в проведении Всероссийской переписи населения» (2003)
- Медаль Анатолия Кони (Минюст)
- Медаль «В память 200-летия Минюста России» (Минюст, 2002)
- Медаль «10 лет Федеральной службе судебных приставов» (ФССП, 2007)[48]
- Медаль «200 лет МВД России» (МВД, 2002)
- Медаль «75 лет гражданской обороне» (МЧС, 2007)[49]
- Медаль «За заслуги перед отечественным здравоохранением» (Минздрав)
- Медаль «За вклад в развитие агропромышленного комплекса» (Минсельхоз)
- Медаль «За заслуги в проведении Всероссийской сельскохозяйственной переписи 2006 года» (Минсельхоз, 2006)
- Медаль «80 лет Госкомспорту России» (Госкомспорт, 2003)
- Нагрудный знак «Почётный строитель России»

### Региональные и муниципальные награды
- Почётный гражданин Чувашской Республики
- Орден «За заслуги перед Чувашской Республикой» (29 августа 2010)[50]
- Памятная медаль «60 лет начала освоения целинных и залежных земель на Алтае» (Алтайский край, 12 ноября 2014) — в ознаменование 60-летия начала освоения целинных и залежных земель, за большой личный вклад в развитие отрасли сельского хозяйства
- Медаль «Слава Адыгеи» (27 марта 2015) — за большой вклад в развитие сельского хозяйства Республики Адыгея
- Памятная медаль «100-летие образования Чувашской автономной области» (2020)
- Почётный гражданин Мариинско-Посадского района (2021)
- Орден «За верность долгу» (12 марта 2024) — за безупречное исполнение служебных обязанностей и в связи с 10-летием воссоединения Крыма с Россией[51]

### Иностранные награды
- Командор ордена Заслуг (Венгрия)

### Общественные и конфессиональные награды
- орден преподобного Сергия Радонежского I степени (РПЦ)
- орден святого благоверного князя Даниила Московского I степени (РПЦ)
- медаль «100 лет профсоюзам России» (ФНПР)
- медаль «Лётчик-космонавт СССР А. Г. Николаев»
- медаль «70 лет Победы на Халхин-голе» (НПО «Российский фонд» Монголии, 2009)
- памятная медаль «К 100-летию М. А. Шолохова» (Российская муниципальная академия, 2005)
- пушкинская медаль «Ревнителю просвещения» (Академия российской словесности)
- лауреат Всероссийской юридической премии «Фемида»
- звание «Президент года — 2001» Всероссийской общественной премии «Российский национальный Олимп»
- лауреат национальной премии бизнес-репутации «Дарин» Российской Академии бизнеса и предпринимательства в 2005 году
- Медаль «МПА СНГ. 25 лет» (27 марта 2017 года, Межпарламентская ассамблея СНГ) — за заслуги в деле развития и укрепления парламентаризма, за вклад в развитие и совершенствование правовых основ функционирования Содружества Независимых Государств, укрепление международных связей и межпарламентского сотрудничества[52]